# Bélgica nos Jogos Olímpicos de Inverno de 1924
A Bélgica competiu nos Jogos Olímpicos de Inverno de 1924, realizados em Chamonix, França.